# Venta del Rayo
Venta del Rayo es una localidad y pedanía española perteneciente al municipio de Loja, en la provincia de Granada, comunidad autónoma de Andalucía. Está situada en la parte occidental de la comarca lojeña. Cerca de esta localidad se encuentran los núcleos de Atajea, Riofrío, Cuesta Blanca y Fuente Camacho.